# That's Right (sång av Carl Perkins)
"That's Right" är en singel av den amerikanska rockabilly- och rock & rollsångaren Carl Perkins, utgiven den 15 augusti 1957. Sången skrevs av Carl Perkins tillsammans med Johnny Cash, och på B-sidan återfinns sången "Forever Yours".

## Medverkande
- Carl Perkins – sång, sologitarr
- Jay Perkins – kompgitarr
- Clayton Perkins – basgitarr
- W.S. Holland – trummor